# Tom Higgenson
Tom Higgenson, né le 22 février 1979 à Chicago, est le chanteur du groupe Plain White T's.